# Avventura al motel
Avventura al motel è un film del 1963 diretto da Renato Polselli.

## Trama
In un motel s'incontrano un calciatore sfuggito al controllo del suo manager e sua moglie prima di un'importante partita, due giovani decisi a dichiararsi ai loro genitori e Rico e Gemma, decisi a sposarsi e a trascorrere lì la luna di miele.